# Yoshihide Suga
Yoshihide Suga (菅 義偉  Suga Yoshihide?,  6 de diciembre de 1948) es un político japonés perteneciente al Partido Liberal Democrático de Japón. Desde el 16 de septiembre de 2020 hasta el 4 de octubre de 2021, ejerció como el primer ministro del país.
Hasta agosto de 2007, se desempeñó como ministro de Asuntos Internos y Comunicaciones en el gabinete de Shinzō Abe, y desde diciembre de 2012 hasta septiembre de 2020 fue secretario jefe del Gabinete japonés. En abril de 2019 fue el encargado de dar a conocer el nombre de la nueva era imperial, Reiwa.

## Biografía
Nació en Ogachi (ahora Yuzawa), Prefectura de Akita, en una familia de agricultores acomodados. La región es bastante pobre, pero su familia pertenece a la élite local.
Tras pasar sus años correspondientes de educación secundaria cursó sus estudios de la Universidad Hosei en Tokio, donde obtuvo un LL.B. Es el único de los 130 alumnos de su escuela primaria que ha entrado en la universidad.
Originalmente, era miembro de la facción Obuchi, aunque abandonó la facción después de negarse a apoyar a Obuchi en las elecciones del partido de 1998. También se negó a participar en la moción de no confianza contra Yoshirō Mori en el 2000.

## Trayectoria política
Desempeñó como secretario miembro del Diet Hikosaburō Okonogi durante once años, luego como secretario del Ministro de Comercio Internacional e Industria en 1984 y más tarde como miembro del consejo municipal de Yokohama.
Desde 1987, fue elegido para dos mandatos en el ayuntamiento de Yokohama. En la elección de Shūgiin en 1996, se postuló con éxito para el Partido Democrático Liberal en el segundo distrito electoral de Kanagawa, que incluye los distritos Nishi, Minato y Kōnan, y desde entonces ha sido reelegido ocho veces.
Afiliado a la organización abiertamente negacionista Nippon Kaigi, Suga formó un equipo para reexaminar los "antecedentes" de la Declaración de Kono de 1993.
En abril de 2017 anunció en una conferencia de prensa que con el aumento programado del CT, una serie de productos seleccionados se someterían a un impuesto de tarifa de concesión para reducir la carga en los hogares con bajos ingresos.
Afiliada al grupo de presión altamente influyente y abiertamente revisionista Nippon Kaigi, Suga creó el equipo para revisar la declaración de Kono de 1993, que reconocía el reclutamiento forzoso de esclavas sexuales para los ejércitos del Imperio Japonés (conocidas como "mujeres de solaz").

### Muestra del nombre de la nueva era
Japón entró en una nueva era el 1 de mayo para marcar el reinado del nuevo emperador Naruhito y esta nueva era fue llamada “Reiwa”, el nombre enfatiza la belleza de la cultura tradicional de Japón, es una combinación de dos caracteres inspirados en los principales cánticos de la colección “Manyoshu” de waka, la poesía japonesa más antigua, compilada en torno al siglo VIII, que pueden traducirse como “bueno” u “orden” y “armonía”, fue escogido entre cinco candidatos y anunciado el 1 de abril en rueda de prensa por el ministro portavoz del Gobierno de Japón, Yoshihide Suga.

### Primer ministro
Tras el anuncio de la dimisión de Shinzō Abe el 28 de agosto de 2020, Yoshihide Suga fue elegido el 14 de septiembre por diputados nacionales y representantes prefecturales del Partido Liberal Democrático para sucederle. El apoyo del viceprimer ministro Tarō Asō y del secretario del partido Toshihiro Nikai, así como de dos de las facciones más grandes del partido supuso un espaldarazo para Suga. Tuvo como competidores al rival de Abe Shigeru Ishiba y al jefe de políticas del partido Fumio Kishida.
El 16 de septiembre fue ratificado como primer ministro del país en una sesión de la Dieta Nacional, donde el PLD tiene mayoría absoluta. Entre las medidas que tomará como primer ministro son el combate a la pandemia de COVID-19 en Japón y en una fuerte desregulación para reactivar la economía.

## Cargos políticos
- Octubre 2018 - Secretario jefe de gabinete, Ministro encargado de mitigar el impacto de las bases en Okinawa, Ministro encargado de la cuestión de los secuestros (El cuarto gabinete Abe remodelado)[14]
- Noviembre - 2017 Jefe de gabinete secretario, Ministro encargado de mitigar el impacto de las bases en Okinawa (El cuarto gabinete de Abe)
- Agosto 2017 - Secretario jefe de gabinete, Ministro encargado de mitigar el impacto de las bases en Okinawa (El Tercer Gabinete reafirmado Tercero)
- Agosto 2016 - Secretario jefe de gabinete, Ministro encargado de mitigar el impacto de las bases en Okinawa (El segundo gabinete de Abe reafirmado segundo)
- Octubre 2015 - Secretario jefe de gabinete, Ministro encargado de mitigar el impacto de las bases en Okinawa (El tercer gabinete de Abe remodelado)
- Diciembre 2014 - Jefe de gabinete secretario, Ministro encargado de mitigar el impacto de las bases en Okinawa (El tercer gabinete de Abe)
- Septiembre 2014 - Jefe de gabinete secretario, Ministro encargado de aliviar la carga de las bases en Okinawa (Remodelado segundo gabinete de Abe)
- Diciembre 2012 - Jefe de gabinete secretario, Ministro encargado de Fortalecer la Seguridad Nacional (2º gabinete de Abe)
- Septiembre 2012 - Secretario General Interino Ejecutivo del PLD
- Octubre 2011 - Presidente de la organización del partido y sede de la campaña del PLD
- Diciembre 2006 - Ministro de Asuntos Internos y Comunicaciones, Ministro de Privatización de los Servicios Postales, Ministro de Estado para la Reforma de la Descentralización (1er gabinete de Abe)
- Septiembre 2006 - Ministro de Asuntos Internos y Comunicaciones, Ministro de Privatización de los Servicios Postales (1er gabinete de Abe)
- Noviembre 2005 - Viceministro Superior de Asuntos Internos y Comunicaciones (Tercer gabinete remodelado de Koizumi)
- Abril 1987 - Miembro del Consejo de la Ciudad de Yokohama
- Marzo 1973 - B.A. en Derecho, Universidad de Hosei